# 偶然的必要性
偶然的必要性（英語：Accidental necessity）指一些时间观所赋予过去的必然性。这亦是一个有争议的概念，支持者认为它的有效性是可直观感受的，而反对者则认为，它实际上是通过"偶然的必然性 "这一术语而造成了诸多矛盾。在当代关于逻辑与神学之宿命论的讨论当中，偶然的必要性尤为重要。